# Etelka Gerster

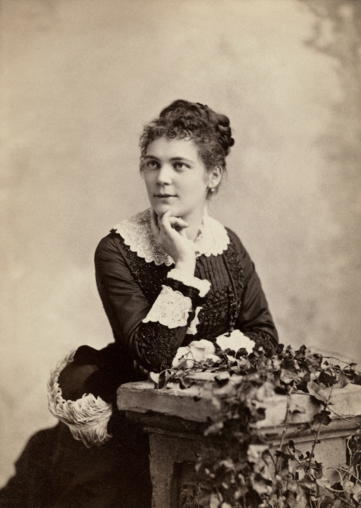
Etelka Gerster (circa 1880)

Etelka Gerster (Košice, 25 juni 1855 – Pontecchio, 20 augustus 1820) was een Hongaars sopraan.
Ze kreeg haar zangopleiding van Mathilde Maechesi. 
Haar debuut vond plaats in 1876 toen ze in Venetië (Teatro Fenice) de rol zong van Gilda in Rigoletto van Giuseppe Verdi, die haar zelf voor die rol wilde hebben. In hetzelfde seizoen maakte ze furore in Marseille en Genua. Samen met haar zus Bertha Krause-Gerster was ze 1877 te vinden bij de Italiaanse Opera in Berlijn. In 1878 trouwde ze met de impresario Pietro Gardini (Etelka-Gardini) en zong zowel in Europa en de Verenigde Staten (ze zong daar ook in 1883 en 1887). Na die tournee kwam ze naar Londen en zong de rol Amina uit La sonnambula van Vincenzo Bellini, een rol die in later jaren meerdere keren zou vertolken. Er volgde tussen 1878 en 1887 een Amerikaanse periode bij de Mapleson Opera. Na de geboorte van haar eerste kind verloor ze haar heldere stem. Toen ze weer het podium betrad bleek haar stem definitief aangetast te zijn; dit werd zo duidelijk tijdens een uitvoering in New York, dat hiervan ook in Nederland persberichten verschenen. Het publiek zou volgens de New York Herald in tranen zijn uitgebarsten.
Ze keerde daarop terug naar Berlijn om een loopbaan als zangpedagoge te ontwikkelen; een loopbaan die liep tussen 1889 en 1917. Ze kreeg daarin grote bekendheid, want een hele rij aan zangeressen studeerde bij haar. Onder meer Ilona Durigo, Therese Schnabel, Matja von Niessen-Stone en Lotte Lehmann. In Nederland was ze belang in de loopbanen van zangeressen Julia Culp, Charlotte Boerlage-Reijers en pedagoge Rose Schönberg. Schönberg hanteerde de naam Gerster-school als methode. Bij jubilea en overlijdens van beide zangeressen werd steeds de naam van Gerster vermeld. Gerster is auteur van Stimmenführer, dat in 1908 een tweede druk beleefde.
Haar dochter zou trouwen met de Hongaarse, maar grotendeels in Amerika werkende dirigent Fritz Reiner.